# A Christmas Wedding
A Christmas Wedding è un film del 2013, diretto da Tyler Maddox-Simms.

## Trama
Quando la figlia più giovane annuncia l'intenzione di sposarsi, il progetto di Arthur Terry di stare tranquillo senza dover continuare a sborsare soldi per le sue figlie va in fumo. In suo aiuto giunge forse la figlia maggiore Sharon determinata a mandare all'aria il matrimonio della sorella.